# Uma Advogada Brilhante
Uma Advogada Brilhante é um filme de comédia brasileiro de 2025 dirigido por Ale McHaddo e estrelado por Leandro Hassum. O filme estreou nos cinemas no dia 6 de março de 2025.

## Premissa
Michelle, também conhecido como Mike (Leandro Hassum), um advogado promissor que se vê diante de um grande desafio pessoal e profissional. Além de lidar com a constante confusão provocada pelo seu nome, de origem italiana e frequentemente associado a uma identidade feminina, ele enfrenta a pressão de sustentar sozinho as despesas do filho, sob a ameaça de sua ex-esposa levá-lo para fora do país. Quando a empresa em que trabalha é adquirida pelo maior escritório de advocacia do Brasil, Mike enxerga a chance de ascender na carreira. No entanto, a nova diretoria decide demitir vários funcionários para equilibrar o quadro de homens e mulheres, e ele está prestes a ser cortado. Surpreendentemente, devido à ambiguidade de seu nome, Mike é poupado da demissão, mas sob a condição de assumir uma identidade feminina. Determinado a manter seu emprego e garantir a guarda do filho, ele se transforma na Dra. Michele – uma farsa que logo se revela muito mais complexa de sustentar no ambiente de trabalho.

## Elenco
- Leandro Hassum como Michelle Barbieri (Mike) / Dra. Michelle
- Ale McHaddo como Dra. Marcella
- Fernando Alves Pinto
- Renata Bras como Mc Mone
- Bruno Garcia
- Danilo Gentili como Juiz de Família
- Claudia Campolina como Dra. Julia
- Paulinho Serra
- Nany People
- Marcelo Mansfield como Dr. Pacheco
- Ary França como Dr. Miranda
- Cris Wersom como Virginia
- Vera Hamburger como Dona Suzana
- Lucélia Machiavelli como Dona Nena
- Anna Kobzareva como Diretora da Escola
- Olívia Lopes como Patrizia
- Stella McHaddo como Valentina
- Ton Prado como Advogado Guido
- Wandi Doratiotto como Gigio
- Davi de Almeida como Juiz Caso Funk
- Michelle Ferreira como Advogada Virgínia
- Gabriel Avellar como Jonas
- Adyel Silva como Juiz no Caso Julia
- Felipe Torres como Sr. Otávio

## Recepção
Em sua crítica no CinePOP, Janda Montenegro avaliou com 3.5/5 estrelas destacando que "comédia com Hassum mostra os desafios que mulheres enfrentam no trabalho".